# Żłobin Sartyrawalny
Żłobin Sartyrawalny (biał. Жлобін-Сартыравальны; ros. Жлобин-Сортировочный; dosł. Żłobin Rozrządowy) – stacja rozrządowa w miejscowości Żłobin, w rejonie żłobińskim, w obwodzie homelskim, na Białorusi. Położona jest na liniach Homel - Żłobin - Mińsk oraz Mohylew - Żłobin.
Ze stacji obecnie nie jest prowadzony ruch pasażerski.